# Streepkeelwinterkoning
De streepkeelwinterkoning (Cantorchilus leucopogon; synoniem: Thryothorus leucopogon) is een zangvogel uit de familie Troglodytidae (winterkoningen).

## Verspreiding en leefgebied
Deze soort telt 2 ondersoorten:
- C. l. grisescens: noordoostelijk Panama en noordelijk Colombia.
- C. l. leucopogon: zuidoostelijk Panama, westelijk Colombia en noordwestelijk Ecuador.